# Mars 1784
Cette page présente les faits marquants du mois de mars 1784.

## Événements
- 11 mars, Inde : traité de Mangalore entre les Britanniques et Mysore, défavorable à la Compagnie[1]. La conséquence en est le départ de Warren Hastings (février 1785) et une réorganisation de l’Inde britannique. Charles Cornwallis est nommé gouverneur général (1786).

- 30 mars - 10 mai : élections générales en Grande-Bretagne[2]. Pitt le Jeune, qui n’a pas la majorité aux Communes, fait dissoudre cette Chambre par le roi (24 mars) et procède à de nouvelles élections qui lui donnent la majorité. Il mène une politique économique inspiré par le « laisser faire, laisser passer » d’Adam Smith et passe des traités de commerce, notamment avec la France (1786).

## Naissances
- 12 mars : William Buckland (mort en 1856), géologue et paléontologue britannique.
- 19 mars : Joséphine Rostkowska, médecin militaire polonaise († 18 juillet 1896).
- 22 mars : Samuel Hunter Christie (mort en 1865), scientifique et mathématicien britannique.

## Décès
- 26 mars : Samuel Engel (né en 1702), savant, bibliothécaire, géographe et agronome suisse.